# 호타루나
호타루나(hotaroona)는 대한민국의 래퍼다.

## 방송
- 드랍더비트 (2022) - Top48(38위)

## 음반
- 달서죽전조성민 (2022)
- 루나앤 사민 (2023)